# Morris FG
Der Morris FG / Austin S200 und 404 (FG im Export) war ein leichter Lkw in Frontlenker Bauweise, den die British Motor Corporation 1959 als Nachfolger der leichteren Varianten des Morris FE/(Austin FE) und des Morris LC/(Austin 301) präsentierte. Die Fahrzeuge besaßen ein innovatives, neuartig konzipiertes Fahrerhaus. Nachdem im Jahre 1968 alle Nutzfahrzeuge im Konzern nur noch als BMC vermarktet wurden, hieß das Modell nun BMC FG. Durch die Fusion von BMC und Leyland Motors zur British Leyland Motor Corporation erfolgte 1970 erneut ein Namenswechsel zum Leyland FG. Als solcher wurde er bis 1980 produziert und durch neue Karosserievarianten des Leyland Sherpa ersetzt.

## Morris FG / Austin FG (S200 und 404 im Export) 1959–1968, BMC FG 1968–1970, Leyland FG 1970–1980
1958 startete der neugestaltete Morris FF/(Austin S301/401/501) als Ersatz für die schwereren Versionen des Morris FE/(Austin 301). 1959 präsentierte BMC dann den Morris FG/Austin S200 und 404 als Nachfolger für die leichteren Versionen und als Nachfolgemodell für den noch ursprünglich auf einer Konstruktion vor dem Zweiten Weltkrieg basierenden Langhauber Lkw Morris LC/Austin 301. Während der FF das Chassis des FE behielt und nur eine neue Karosserie erhielt, war der FG vollkommen neu gestaltet. Lediglich das Konzept der separaten vorderen Ausstellfenster im Frontbereich ähnelte dem FE. Der Unterschied zwischen der Morris und Austin Variante bestand nur in unterschiedlichen Kühlergrills und Markenemblemen sowie der Bezeichnung auf dem Heimatmarkt. Im Export wurde der Austin oft auch als Austin FG vermarktet.
Bei der Einführung des FG stellte die Konzeption der Fahrerkabine einen Quantensprung im Nutzfahrzeugbau dar. Die Türen waren über die abgewinkelten hinteren Ecken der Kabine montiert und hinten als schmale Selbstmördertüren angeschlagen. Dadurch ragten sie beim Öffnen kaum über die Breite der Kabine hinaus und lieferten damit den Vorteil, ähnlich einer Schiebetür. BMC vermarktete dies unter dem Begriff praktischer Winkel, im Volksmund sprach man vom „Drei-Groschen Bit“, bezogen auf den Pre-decimal, einer zwölfseitigen britische Münze. Auch der Einstieg an sich wurde durch diese Tür erleichtert, da nicht mehr – wie bei vielen Frontlenkern üblich – über die Höhe des Vorderrads geklettert werden musste, um die Tür zu erreichen. Untersuchungen zufolge wurde zum Ein- und Ausstieg des Fahrers nur noch ein Drittel des bei Frontlenkern üblichen Kraftaufwands benötigt, was vor allem im Lieferdienstverkehr als ein großer Vorteil angesehen wurde. Nicht zuletzt wurde durch die schrägen hinteren Türfenster das Rangieren erheblich erleichtert.
Eine weitere Innovation am Fahrerhaus des FG waren die an den vorderen Ecken unterhalb der Windschutzscheibe montierten gebogenen „Street-View“ Fenstern.
Diese halfen dem Fahrer beim Einparken, und zudem wurde dadurch der Tote Winkel enorm eingeschränkt. So waren etwa auch beim Befahren von Fußgängerzonen auch kleinere Kinder für den Fahrer wahrzunehmen. Das Konzept wurde noch durch auf der rechten Seite des Fahrersitzes (bei Rechtslenker Version) montierten Schalthebel und Handbremse abgerundet, wodurch in der Kabine grundsätzlich freie Durchgangsmöglichkeit gegeben war.
Durch das Winkel Design allerdings gab es auch konzeptionelle Nachteile. Der Raum an sich in der Kabine war sehr eng und daher waren die Sitze ziemlich schmal. Kurpolentere Fahrer hatten zusätzliche Mühe durch die schmalen Türen ein und auszusteigen. Außerdem sorgte die Abwärme des Frontmotors zusammen mit der engen Kabine schnell für stickige Luft im Sommer. Auch wohl daher ließen sich die Frontscheiben wie beim Vorgänger aufklappen, obwohl solch eine Bauweise dazumal eigentlich aus der Mode kam.
Das Winkelkonzept verfeinerte BMC schließlich beim BMC 350 EA, welcher serienmäßig Schiebetüren hatte. Die „Street-View“ Fenster erlebten eine teilweise Wiederkehr beim Leyland Roadrunner der auf der Beifahrerseite im Frontbereich unterhalb der Windschutzscheibe ein kleines Fenster hatte, wodurch der Fahrer Blick auf den Fahrbahnrand hatte.
Ab 1960 wurde die Baureihe mit Nutzlasten von 1 ½ bis 5 Tonnen vermarktet. Neben dem Pritschenwagen wurden auch Fahrzeuge mit Kofferaufbau ab Werk angeboten. Außerdem gab es in Zusammenarbeit mit Aufbauherstellern auch Standardmodelle in Kastenwagen Form für Auslieferungsdienste aller Art. So war der FG oft zu sehen als Sunblest Bäcker Lieferfahrzeug oder als Wäscherei Auslieferungsfahrzeug. Hierbei hatten diese Modelle anstelle einer Trennwand am Kabinenende eine Schiebetür. Ein großer Abnehmer der FG Modelle war das Unternehmen British Gas.
Um die konzeptionellen Nachteile des FG abzumildern, reichte BMC 1961 denn FM nach.

## Morris FM / Austin FG K100 1961–1968, BMC FM 1968–1970, Leyland FM 1970–1980
Der Morris FM war im Wesentlichen eine modifizierte Version der FG Kabine mit einer größeren Front, damit der Motor weiter vorne befestigt werden konnte. Dadurch wurde mehr Raum im Fahrerhaus geschaffen auch für größere und bequemere Sitze. Eine andere Möglichkeit war den (nun größeren) Fahrersitz mittels Schiene zentral im Fahrerhaus zu arretieren neben einem klappbaren Beifahrersitz, oder eine Dreier Sitzbank. Dabei behielt der FM jedoch die beiden markantesten Merkmale des FG, die Sichtfenster auf den Fahrbahnrand und die besonders angeordneten Türen bei. Der FM wurde fast ausschließlich an die Post Office Telefon, heute British Telecom und die Royal Post geliefert.

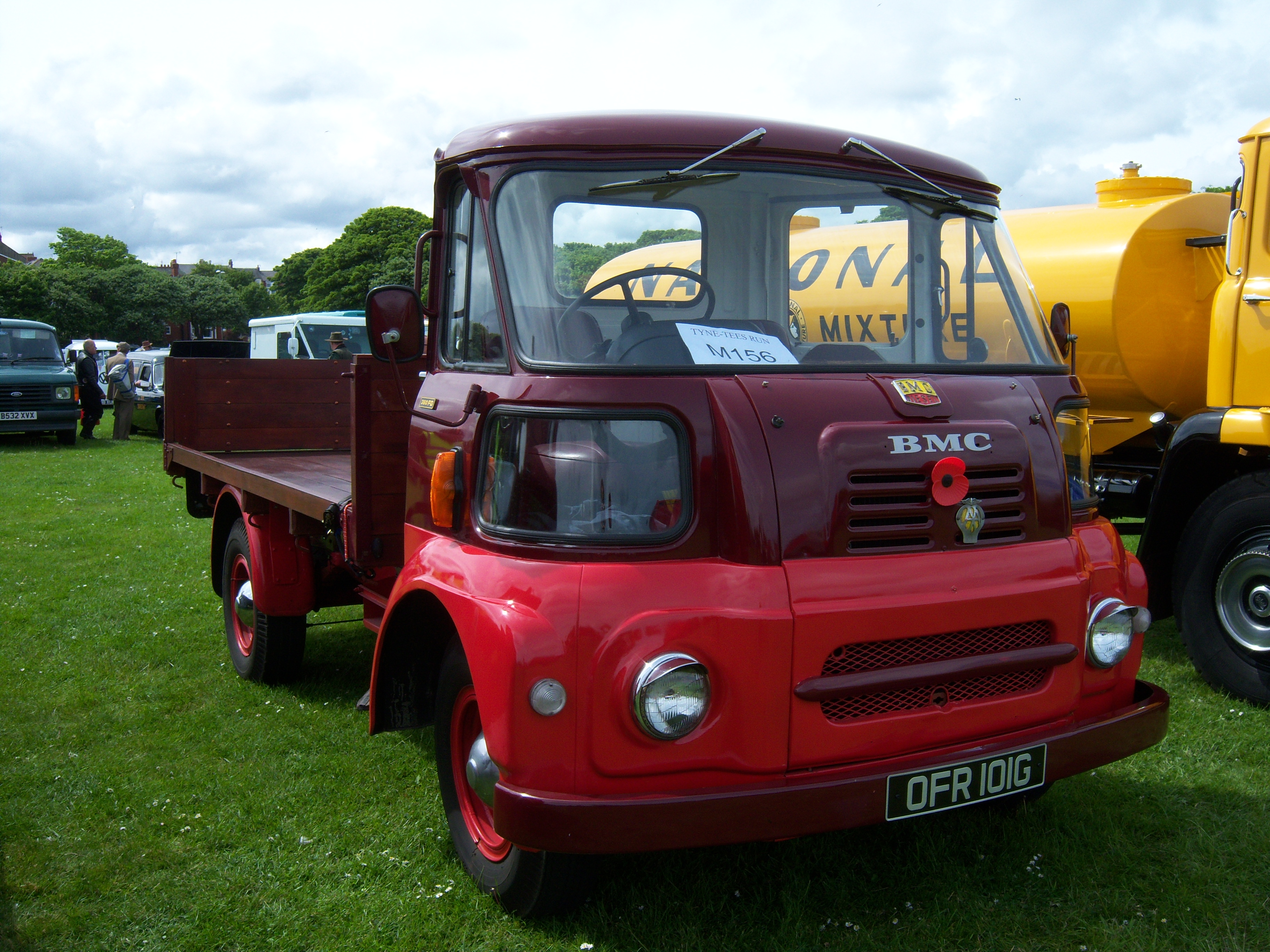
BMC FG
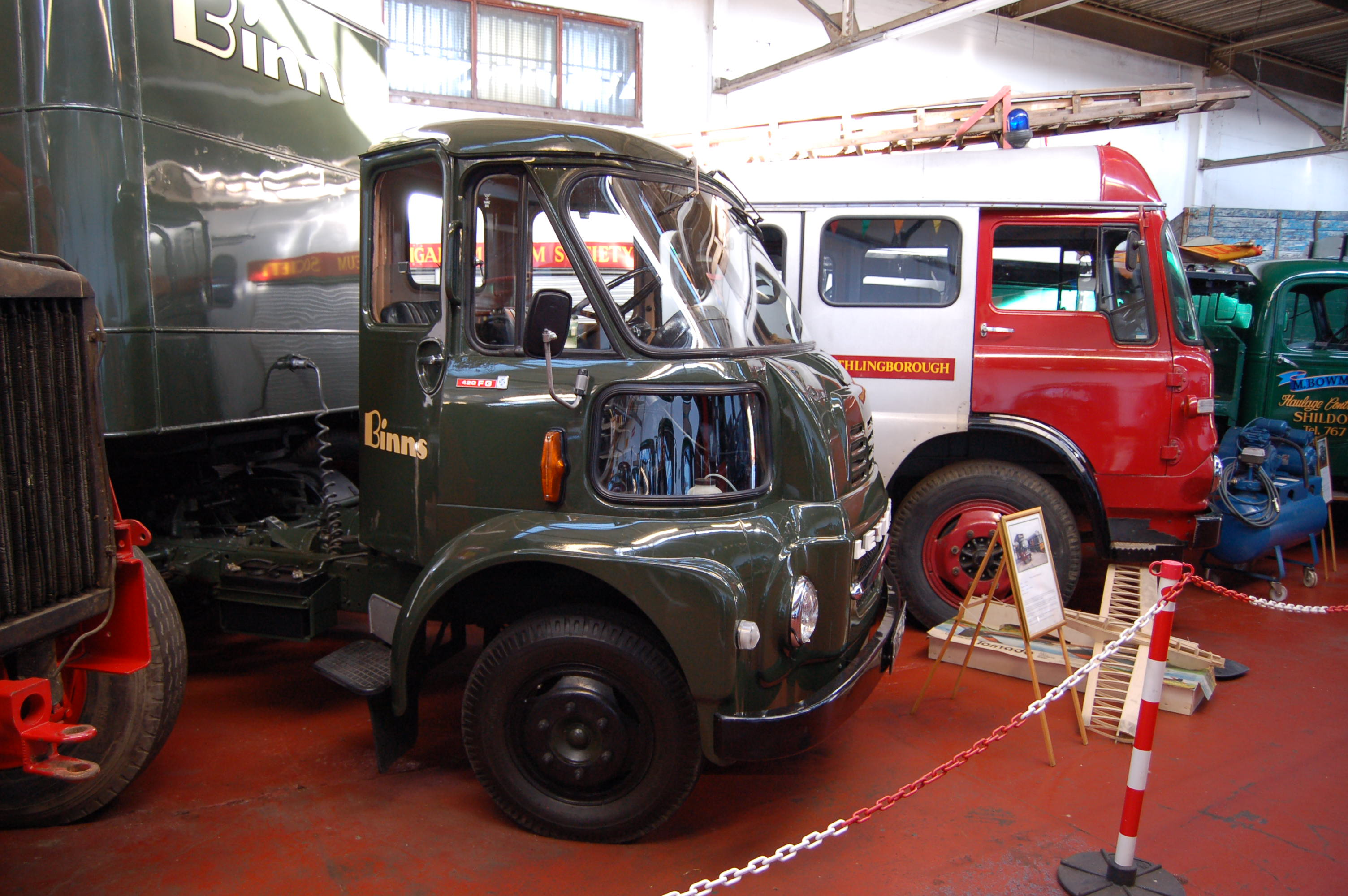
Leyland FG
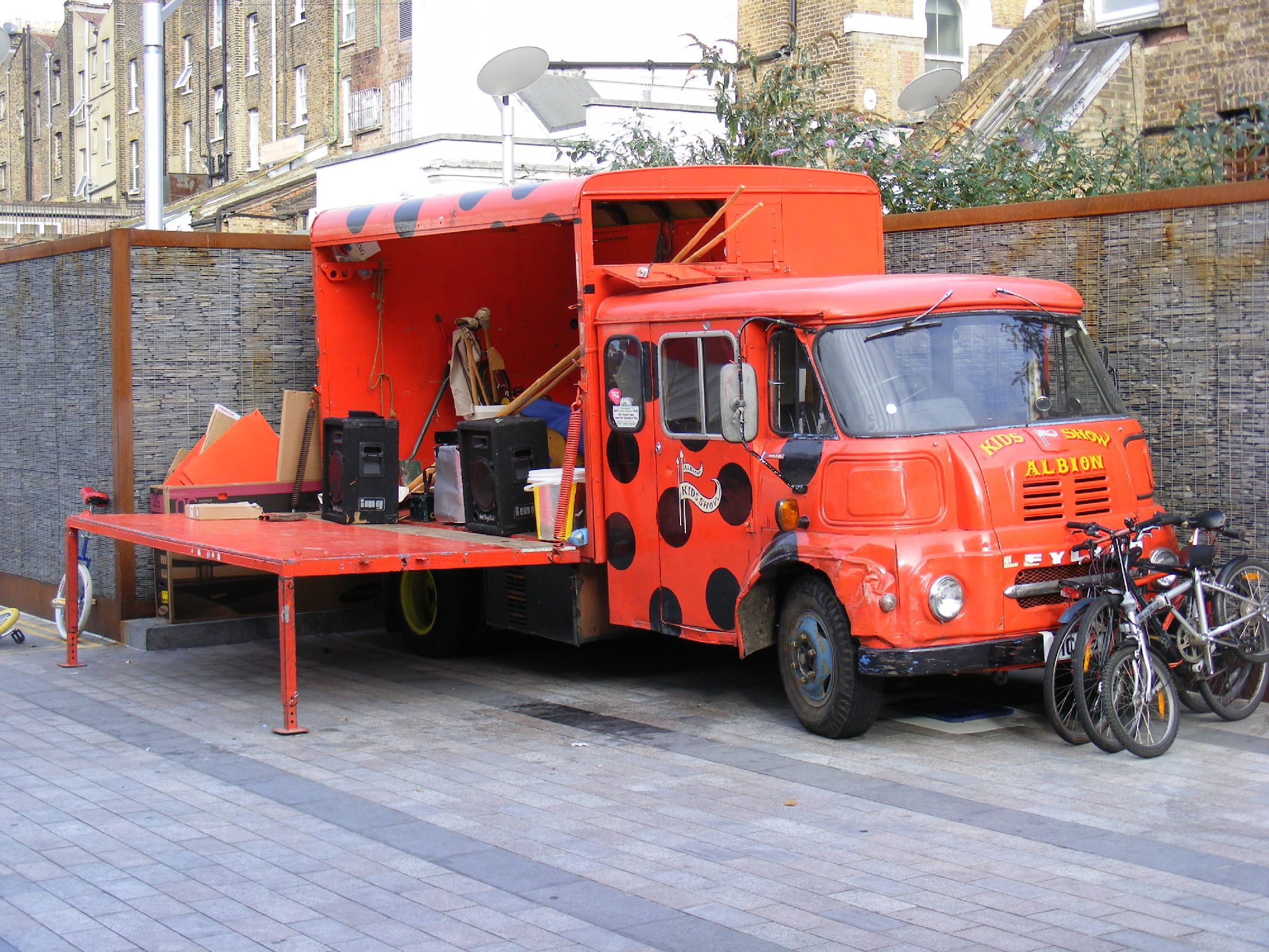
Leyland FG
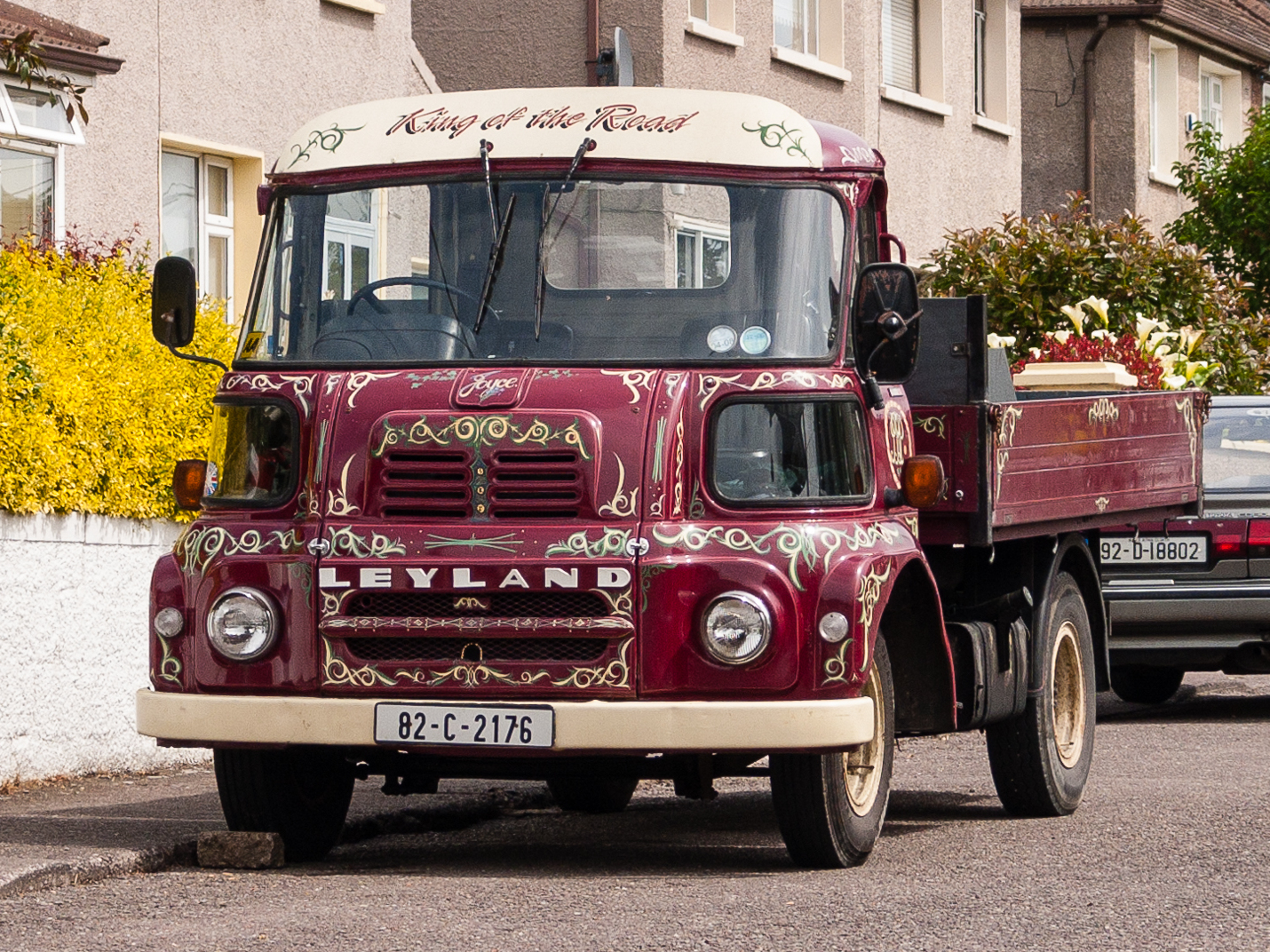
Leyland FG